# Svenska beredskapsfilmer

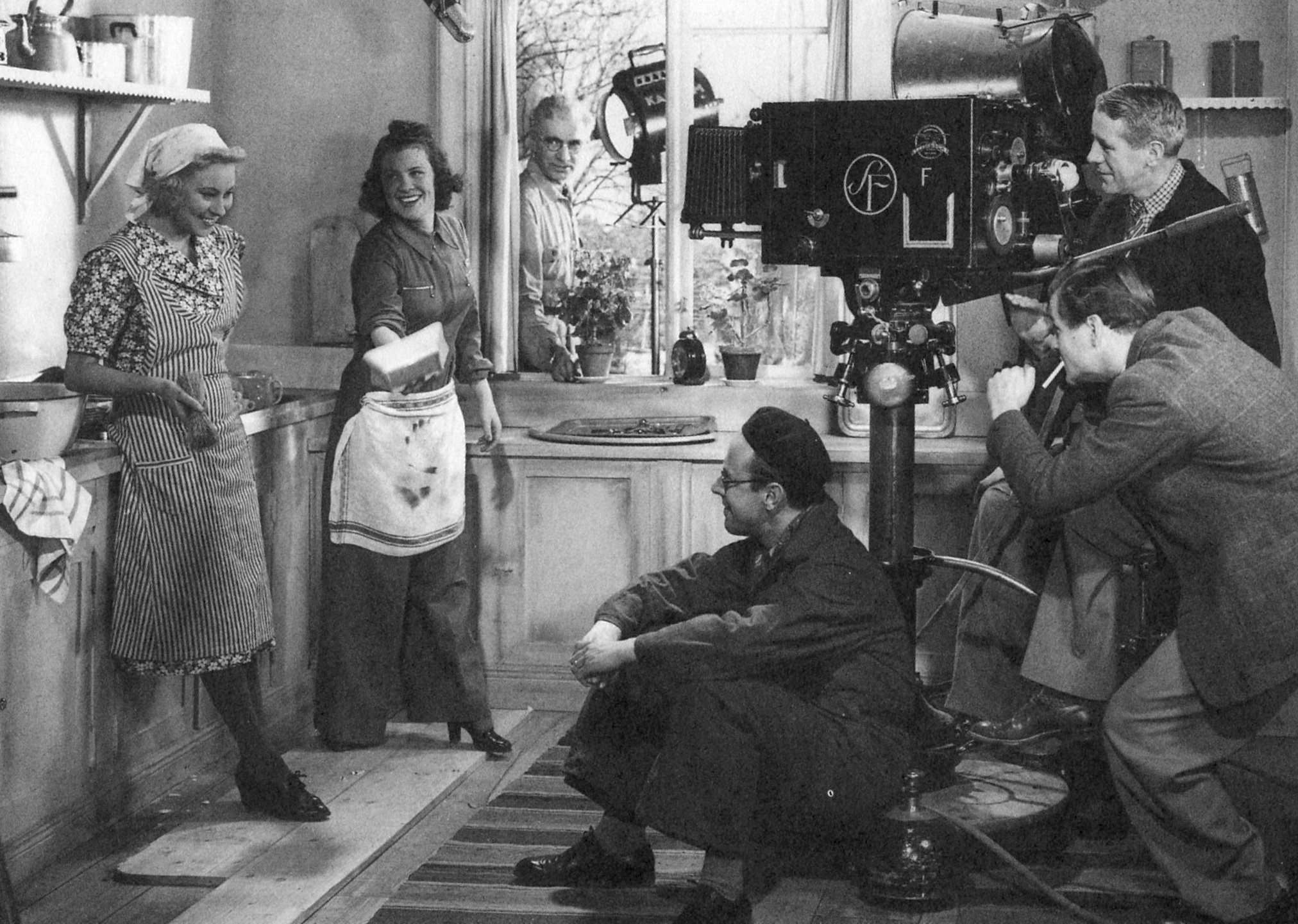
Från inspelningen av komedin Landstormens lilla argbigga 1941.

Så kallade beredskapsfilmer producerades i Sverige under andra världskriget då det svenska försvaret låg i beredskap för att försvara landet mot fientliga anfall. Beredskapsfilmer kallas de spelfilmer från krigsåren som berör soldatlivet, krig, ockupation eller ett lands inre fiende. De utspelar sig ibland i historisk tid men de flesta är samtidskildringar; bland dem finns både komedier och allvarliga dramer. 
I vidare bemärkelse kan även de reportage och informationsfilmer om Sveriges försvar som gjordes under krigsåren kallas beredskapsfilmer. De flesta av dessa producerades eller beställdes av Försvarsstabens filmdetalj.

## Spelfilm
Som den första beredskapsfilmen räknas komedin Landstormens lilla Lotta som hade premiär efter krigsutbrottet hösten 1939. Militärfilmen Kadettkamrater från samma år visar på ett brott med 1930-talets buskisfilmer i soldatmiljö; med krigets allvar följde en mer respektfull framställning av det svenska militärlivet.
Produktionen av beredskapsfilmer ökade 1940 efter tyskarnas ockupation av Danmark och Norge i april detta år. Krigets närhet avspeglas bland annat i de mer seriösa militärfilmerna Alle man på post (1940) och Första divisionen (1941). Efter tyskarnas krigsmotgångar 1943 och det förändrade politiska läget kom en rad så kallade ”ockupationsfilmer”. Det var antinazistiska melodramer som utspelade sig i länder ockuperade av en främmande makt. De mest omtalade i denna genre är Det brinner en eld (1943) och Excellensen (1944). 

## Beredskapsfilmer i urval
- 1939 – Landstormens lilla Lotta, regi Weyler Hildebrand
- 1939 – Kadettkamrater, regi  Weyler Hildebrand
- 1940 – Hjältar i gult och blått, regi Schamyl Bauman
- 1940 – Alle man på post, regi Anders Henrikson
- 1940 – Beredskapspojkar, regi Sigurd Wallén
- 1941 – Första divisionen, regi Hasse Ekman
- 1941 – Landstormens lilla argbigga, regi Nils Jerring
- 1942 – Rid i natt!, regi Gustaf Molander
- 1943 – Örlogsmän, regi Börje Larsson
- 1943 – En vår i vapen, regi Gunnar Skoglund
- 1943 – På liv och död, regi Rolf Husberg
- 1943 – Det brinner en eld, regi Gustaf Molander
- 1944 – Excellensen, regi Hasse Ekman
- 1944 – Lev farligt, regi Lauritz Falk
- 1944 – Mitt folk är icke ditt, regi Weyler Hildebrand
- 1945 – Blåjackor, regi Rolf Husberg